# Voz humana
A voz é uma das ferramentas primárias e mais imediata que o ser humano dispõe para interagir com a sociedade. Através da voz é possível transmitir ideais, sentimentos e intenções no ato comunicativo. Este instrumento pode ser usado para falar, cantar, gargalhar, bocejar, soluçar, chorar, gritar etc. O tom da voz pode ser modificado para sugerir emoções como raiva, surpresa e felicidade. A partir do significado que é atribuído às suas relações sociais, o sujeito pode criar uma voz peculiar e que desempenhe uma função específica perante as experiências que estabelece em sua vida. Além de ferramenta de interação social, a voz carrega traços da faixa etária, sexo, tipo físico, personalidade e estado emocional de um indivíduo. A transmissão da emoção é observável na emissão vocal pelo envolvimento de vias neuromotoras que geram um sentido de inter-relação na comunicação, e se modifica de acordo com a situação e o contexto.

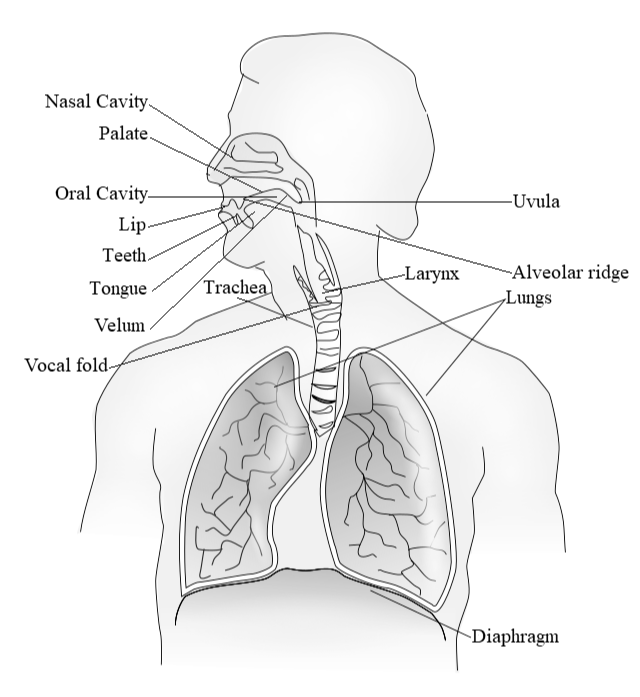
Figura 1. Órgãos do sistema fonatório.

Do ponto de vista fisiológico, a voz é o resultado da atuação de órgãos, músculos, cartilagens e o sistema nervoso que atuam em conjunto no processo de produção da vocal. É através desse sistema, chamado de sistema fonatório, que os seres humanos geram a voz. O mecanismo para gerar a voz humana pode ser subdividido em três partes: os pulmões, as pregas vocais dentro da laringe e os articuladores - lábios, língua, dentes, palato duro, palato mole e mandíbula (figura 1).

O pulmão produz um fluxo de ar que funciona como um combustível para gerar a voz. Este ar é expulso dos pulmões pelo diafragma e passa pelas pregas vocais, que estão em adução (fechadas), fazendo-as vibrarem - por causa da pressão de ar. A vibração das pregas vocais, transforma esse ar em pulsos sonoros que formam a fonte de som laríngeo. Esta frequência fundamental passa e reverbera por todo o trato vocal. Por meio dos músculos da laringe é possível ajustar a duração e a tensão das pregas vocais para adequar a altura e o tom da emissão sonora. Os articuladores filtram e moldam o som emanado pela laringe, podendo interagir com o fluxo de ar- fortalecendo ou enfraquecendo, a fim de modelar o som que sai pela boca. Resumidamente, a voz consiste no som produzido pela vibração das pregas vocais modificado pelo trato vocal.

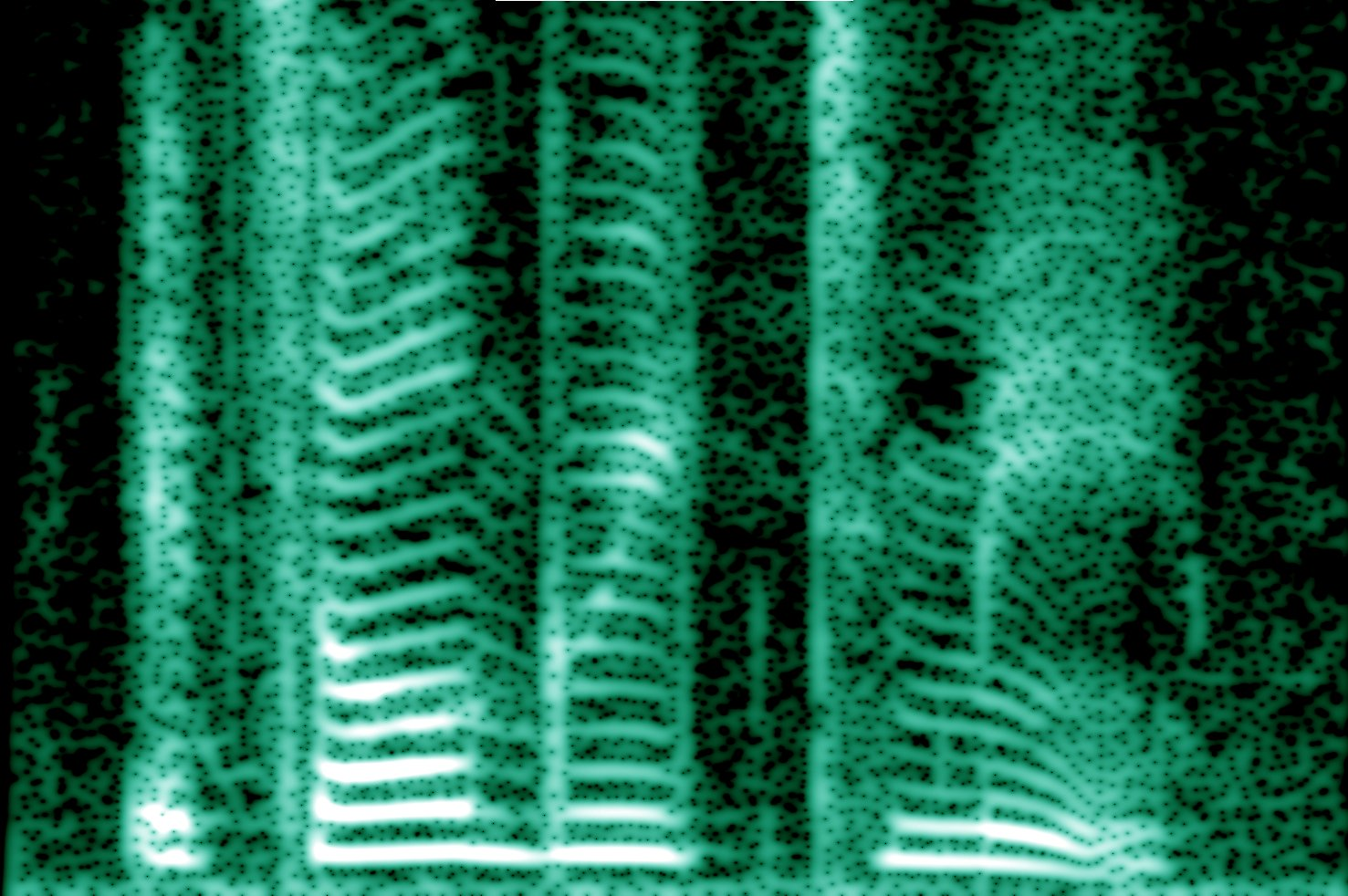
Figura 2. O espectrograma da voz humana revela seu rico conteúdo harmônico.

O tom de voz é rico em harmônicos (figura 2). Estes são gerados por muitos modos diferentes de vibração das pregas vocais. A frequência fundamental é gerada pela vibração de toda a extensão das pregas vocais. No entanto, não apenas toda a extensão das pregas vocais vibra, mas seções ao longo da extensão da prega vocal vibram, gerando, literalmente, vibrações dentro de vibrações. Não apenas cada metade das pregas vocais vibra, mas cada terço, quarto, quinto, sexto, etc., também vibra. Estes seriam os harmônicos. O tom da voz do ser humano, em média, pode se estender em até 20 ou mais harmônicos, embora provavelmente nem todos eles sejam percebidos.
O tom de voz (som gerado pela vibração das pregas vocais) é um tom complexo que é composto de muitas frequências. A frequência mais baixa neste tom complexo é chamada de frequência fundamental. A frequência fundamental da voz humana, pode variar entre 50 e 3400Hz. A crianças (independente do sexo) têm uma frequência fundamental superior a 300Hz. A mulher adulta (do sexo feminino), normalmente, têm uma frequência fundamental superior a 200Hz. O homem adulto (do sexo masculino), normalmente, têm uma frequência fundamental de aproximadamente 125Hz. A medida da frequência fundamental sofre queda em seus valores com o aumento da idade. Essas mudanças são explicadas pelo desenvolvimento natural, que afeta as estruturas laríngeas com o crescimento corporal, como o aumento da massa e comprimento das pregas vocais.
Por outra perspectiva, a voz humana causa sensações auditivas e através disso é possível analisar alguns parâmetros vocais, o pitch (sensação psicoacústica da frequência fundamental habitual) e o loudness (sensação psicoacústica da intensidade habitual), por exemplo. O pitch é o fator mais fortemente relacionado ao sexo da pessoa. Assim, espera-se que sujeitos do sexo masculino tenham uma voz com o pitch mais grave (grosso) do que os do sexo feminino, que normalmente tem o pitch mais agudo (fino).
O fonoaudiólogo é o profissional que atua na área da saúde vocal, sendo ele quem auxilia cantores, locutores, professores, jornalistas, dentre outros profissionais que utilizam a voz como instrumento de trabalho. Este profissional fornece orientações, avaliações e exercícios especializados, localizando a frequência vocal confortável e tessitura adequada, trabalhando articulação, respiração, ritmo, coordenação pneumofonoarticulatória, postura, afim de permitir uma qualidade vocal satisfatória e saudável.

## Produção
A voz é produzida quando o ar respiratório (vindo dos pulmões) passa pelas pregas vocais, e por nosso comando neural, por meio de ajustes musculares, faz pressões de diferentes graus na região abaixo das pregas vocais, fazendo-as vibrarem. Esse mecanismo se assemelha ao balão, quando o secamos apertando sua "boca", provocando um ruído agudo, fruto da vibração da borracha.
O ar expiratório, que fez as pregas vocais vibrarem, vai sendo modificado e os sons vão sendo articulados (vogais e consoantes). Depois, emitidos pela boca, criam a onda sonora que vai atingir a cóclea do ouvinte. Então a voz é ouvida.
As pregas vocais vibram muito rapidamente. Nos homens, esse número de ciclos vibratórios fica em torno de 125 vezes em um segundo. Na mulher, que tem voz, geralmente, mais aguda, o número aumenta para 250 vezes por segundo. A essa característica damos o nome de frequência. As pregas vocais do homem têm mais massa e são menos esticadas que as da mulher (como no violão, as cordas mais esticadas são mais agudas e vibram mais que as cordas mais graves).

## Teoria Mioelástica- aerodinâmica da fonação
A teoria mais amplamente aceita da fonação é a teoria mioelástica- aerodinâmica (van den Berg, 1958). Ela foi proposta por dois cientistas do século XIX - Helmholtz e Muller - e mais tarde foi refinada por van den Berg na década de 1950. A teoria mioelástica-aerodinâmica une a musculatura laríngea e as forças aerodinâmicas da respiração para explicar a produção da voz. Essa teoria compreende princípios da elasticidade e aerodinâmica de tecidos musculares, baseando seus conceitos na pressão subglótica, elasticidade e o efeito de Bernoulli.

Figura 3. Vibração das pregas vocais através do efeito de Bernoulli.

O efeito Bernoulli postula que, quando um gás ou líquido flui através ou ao redor de uma constrição, a velocidade do gás ou líquido aumenta. O súbito aumento na velocidade, por sua vez, provoca uma queda na pressão do gás ou fluido em relação às paredes da constrição pela qual ele passa. O resultado final é um vácuo entre as paredes da constrição (figura 3).
De acordo com a teoria mioelástica- aerodinâmica, quando as pregas vocais estão aduzidas (fechadas), elas geram resistência ao ar expirado vindo dos pulmões. A pressão do ar (na forma de pressão subglótica), então cresce dentro do espaço subglótico. Em algum momento, a pressão subglótica (abaixo das pregas vocais) superará a resistência das pregas vocais. Em virtude de sua elasticidade, a pressão subglótica forçará as pregas vocais a se separarem. Assim que isso acontece, a pressão subglótica é liberada imediatamente como fluxo de ar. O aumento na velocidade do ar ao passar pela glote gera uma queda na pressão do ar em relação as bordas mediais das pregas vocais. As pregas vocais são trazidas de volta juntas pelo vácuo que é gerado pela velocidade aumentada (efeito bernoulli) e pela pressão de retração que é gerada pela sua elasticidade inerente. Toda essa sequência de eventos resulta em um ciclo de vibração.

## Tom, frequência e intensidade da voz
Os seres humanos têm a capacidade de modificar sua voz. Eles podem mudar o pitch (sensação psicoacústica da frequência fundamental habitual) vocal com o objetivo de regular a prosódia durante a fala ou com o objetivo de cantar - podendo realizar um som gutural de muito baixo pitch (chamado de som crepitante, ou vocal fry), ou um som de pitch muito alto (falsete). Durante a fala, a maioria os seres humanos costumam falar em seu pitch habitual, raramente utilizam pitches vocais muito altos ou muito baixos durante a fala. Da mesma forma, os seres humanos podem variar a loudness (sensação psicoacústica da intensidade habitual) da sua voz, desde um sussurro quase inaudível até um brado ou berro. A intensidade vocal, ou loudness é dependente direta da mudança na quantidade de pressão de ar subglótica. Níveis mínimos de pressão subglótica provocarão uma voz com intensidade reduzida. Ao contrário, níveis máximos de pressão subglótica produzirão uma voz com maior intensidade.
Mudanças no pitch vocal são medidas por ajustes na tensão longitudinal das pregas vocais. Mudanças na loudness da voz são medidas por ajustes na compressão medial causada pela quantidade de pressão de ar subglótica. Estes mecanismos são utilizados durante a fala para marcar aspectos suprassegmentais da produção da fala como a entonação e o acento. A entonação é mediada principalmente  pelas variações no pitch vocal, enquanto o acento é mediado tanto pelo pitch quanto pela intensidade. Isso é realizado de forma muito rápida ao longo do fluxo de fala - em média, por volta de um décimo de segundo.

## Registros vocais
De acordo com Garcia (1894), um registro é uma série de sons consecutivos e homogêneos produzidos por um mecanismo, que difere essencialmente da outra série de sons igualmente homogêneos produzido por outro mecanismo, o que implica modificações do timbre, e na força que o registro pode oferecer. Cada um dos três registros tem sua extensão e sonoridade própria que varia de acordo com o sexo do indivíduo e natureza do órgão.
Hollien (1972, 1974) identificou três registros vocais durante a produção da fala: o registro de pulso - que está associado às frequências mais baixas na tessitura vocal (geralmente na faixa de 50Hz ou menos); o registro modal - que está associado às frequências médias da tessitura vocal (aproximadamente entre 50 a 3 200 Hz); e o registro elevado - que está associado às frequências mais altas na tessitura vocal (geralmente acima de 1 000 Hz).

## Voz e comunicação
A voz é uma característica humana intimamente relacionada com a necessidade do homem de se agrupar e se comunicar. Ela é produto da sua evolução, um trabalho em conjunto do sistema nervoso, respiratório e digestivo, e de músculos, ligamentos e ossos, atuando harmoniosamente para que se possa obter uma emissão eficiente. As pregas vocais (ou cordas vocais), primordialmente, não foram feitas para o uso da voz. Esta foi uma função na qual a laringe (local onde se encontram as pregas vocais) se especializou, mas estes músculos foram desenvolvidos, em primeiro lugar, para as funções de respiração, alimentação e esfincteriana.
A voz está associada à fala, na realização da comunicação verbal, e pode variar quanto à intensidade, altura, inflexão, ressonância, articulação e muitas outras características.

## Eufonia e disfonia
À emissão de uma voz saudável damos o nome de eufonia. A uma voz doente, ou seja, com uma ou mais de suas características alterada, damos o nome de disfonia. A disfonia pode ser orgânica, funcional ou mista (orgânica-funcional). Ela não é uma doença, mas o sintoma, uma manifestação de um mau funcionamento de um dos sistemas ou estruturas que atuam na produção da voz.
A disfonia pode ser tratada. O profissional habilitado e responsável pela intervenção das disfonias é o fonoaudiólogo, e geralmente este profissional trabalha em conjunto (no caso da voz) com o otorrinolaringologista ou o laringologista. Pode, ainda, trabalhar com o professor de canto. A voz sofre muita influência de hormônios e de nossas emoções. É comum ouvir pessoas que estão muito tristes ou nervosas, roucas. A rouquidão é um tipo de disfonia.
A incapacidade de produzir a voz é chamada de afonia.

## Timbre
O timbre da voz humana depende das várias cavidades que vibram em ressonância com as pregas vocais. Aí se incluem as cavidades ósseas, cavidades nasais, a boca, a garganta, a traqueia e os pulmões, bem como a própria laringe.

## Frequência
A mais baixa frequência que pode dar a audibilidade a um ser humano é mais ou menos a de 20 hertz (vibrações por segundo), enquanto a mais alta se encontra entre 10 000 e 20 000 hertz, o que depende da idade do ouvinte (quanto mais idoso menores as frequências máximas ouvidas). A frequência comum de um piano é de 40 a 4 000 hertz e a da voz humana se encontra entre 50 e 3 400 hertz.
O recorde de registro (tessitura) de voz mais alta pertence a Georgia Brown, que possui o registro de exatas oito oitavas (G2 à G10), o que é mais alto do que qualquer nota de piano.